# Квачхон
Квачхо́н (кор. 과천시?, 果川市?, Gwacheon-si) — город в провинции Кёнгидо, Южная Корея.

## История
В 475 на территории современного Квачхона, принадлежавшей в то время царству Когурё, был основан уезд Юльмок (Юльмоккун). Позже эта территория вошла в состав государства Силла. В 757 году, после административной реформы, здесь был образован уезд Юльджин (Юльджингун), входивший в состав района Хансанджу. В эпоху династии Корё, в 940 году, Ульджин был переименован в Кваджу. В течение некоторого времени (в период 990—994 гг) был известен под именами Пурим или Пуан. В 1018 году Кваджу получил статус крупного административного района (хён). Современное название получил в эпоху династии Чосон, в 1413 году, сохранив административный статус хён. 26 мая 1895 года Квачхон получил статус уезда (кун или гун) в составе провинции Кёнгидо. При японском колониальном правлении 1 марта 1914 года уезды Квачхон и Ансан были объединены сформировав уезд Сихын, причём Квачхон стал одним из районов (статус мок) нового уезда. 1 января 1986 года Квачхон был выделен в отдельную административную единицу и получил статус города (си).

## Административное деление
Квачхон административно делится на 6 тон (дон). Данные о населении за 2005 год.
| Район      | Хангыль | Площадь, км² | Население, чел |
| ---------- | ------- | ------------ | -------------- |
| Кальхёндон | 갈현동  | 4,3          | 12 960         |
| Квачхондон | 과천동  | 10,77        | 7 822          |
| Мунвондон  | 문원동  | 12,75        | 6 491          |
| Пёряндон   | 별양동  | 0,68         | 16 171         |
| Пуримдон   | 부림동  | 0,37         | 14 487         |
| Чунъандон  | 중앙동  | 6,99         | 10 074         |

## География
Квачхон — небольшой город, граничащий на севере и северо-востоке с Сеулом, на юге — с Ыйваном, на западе — с Аняном. Является городом-спутником Сеула.

## Известные уроженцы и жители
Известные жители Квачхона:
- Ли Чхон - философ и учёный эпохи ранней династии Чосон.
- Син Хвэджан - учёный эпохи династии Чосон
- Ким Сокчин - участник самого популярного южно-корейского бойзбенда - BTS.

## Культура
Заведения культуры:
- Национальный музей современного искусства — один из крупнейших музеев в Южной Корее. Здесь собрано более 4300 экспонатов в шести выставочных залах, в основном это предметы живописи и скульптуры работы современных южнокорейских авторов. Внешний вид здания музея выполнен с элементами корейской традиционной архитектуры.[5]
- Музей Чебиуль — расположен у подножия горы Чхонгесан, содержит главным образом экспонаты народной живописи, керамики и скульптуры. Построен на деньги южнокорейских чеболей с целью популяризации традиционной корейской культуры.[6]

Фестивали:
- Фестиваль Ханмадан — проводится ежегодно в сентябре. Впервые этот фестиваль был проведён в 1997 году. В программе выступления местных и иностранных музыкантов, танцоров, театральные показы. Выступления артистов проводятся на открытом воздухе.[7]

## Туризм и достопримечательности
- Парк развлечений Seoul Land, один из крупнейших в Корее, привлекающий каждый день тысячи отдыхающих и туристов. Разделён на несколько тематических зон, предлагающих различные виды развлечений — аттракционы, представления, парады.[8]
- Сеульский Грэнд-парк (Большой сеульский парк) — представляет собой крупный парк культуры и отдыха, расположенный на северном склоне горы Чхонгесан. На территории парка имеется зоопарк, ботанический сад, дельфинарий.[9]
- Сеульский ипподром — расположен между горами Чхонгесан и Кванаксан. Вмещает 25 тыс. зрителей. На территории ипподрома также имеется школа выездки, конезавод, аттракционы для туристов. Ежегодно сюда приезжает более 11 млн человек.[10]

## Города-побратимы
- Эрдри, провинция Альберта, Канада (1997)
- Наньнин, Гуанси-Чжуанский автономный район, Китай (2005)
- Сирахама, префектура Вакаяма, Япония

## Символы
Как и остальные города и уезды Южной Кореи, Квачхон имеет ряд символов:
- Птица: голубь
- Животное: конь
- Дерево: каштан
- Цветок: азалия